# Greatest Hitz
Greatest Hitz är ett samlingsalbum med Limp Bizkit, släppt 8 november 2005. Förutom gruppens mest framgångsrika singlar innehåller skivan dessutom tre nya låtar. En DVD, Greatest Videoz, släpptes samma dag, oberoende av albumet.

## Låtlista
1. "Counterfeit" - 4:48
2. "Faith" - 2:26
3. "Nookie" - 4:26
4. "Break Stuff" - 2:46
5. "Re-Arranged" - 5:54
6. "N 2 Gether Now" - 3:55
7. "Take A Look Around" - 5:19
8. "My Generation" - 3:41
9. "Rollin' (Air Raid Vehicle)" - 3:33
10. "My Way" - 4:33
11. "Boiler" - 5:44
12. "Eat You Alive" - 3:57
13. "Behind Blue Eyes" - 4:29
14. "Build A Bridge" - 3:56
15. "Why" - 4:05
16. "Lean on Me" - 4:27
17. "Home Sweet Home-Bittersweet Symphony" - 3:51
18. "The Truth" - 5:28 (endast i vissa länder)